# Gabriele Luczak-Schwarz
Gabriele Luczak-Schwarz (* 23. März 1962 in Bochum) ist eine deutsche Kommunalpolitikerin (CDU).

## Leben
Luczak-Schwarz wuchs in Köln auf. Nach dem Studium der Rechtswissenschaft sowie der ersten juristischen Staatsprüfung an der Universität zu Köln zog sie nach Baden-Württemberg, wo sie 1992 in Stuttgart die zweite juristische Staatsprüfung ablegte.
Anschließend trat Luczak-Schwarz in die Landesverwaltung von Baden-Württemberg ein. Sie war unter anderem als Pressesprecherin der Landesanstalt für Umweltschutz Baden-Württemberg, in der Stabsstelle des Innenministeriums Baden-Württemberg sowie als Büroleiterin des Ministers Ulrich Müller und des Staatssekretärs Dieter Hillebrand tätig. Von 2005 bis 2014 war sie Leiterin der Abteilung „Zentrale Dienste“ in der Landesanstalt für Umwelt, Messungen und Naturschutz Baden-Württemberg in Karlsruhe.
Luczak-Schwarz ist verheiratet und hat eine Tochter. Sie lebt im Karlsruher Stadtteil Neureut.

## Politik
Luczak-Schwarz trat 1993 der CDU bei. Von 1995 bis 2014 war sie Mitglied des Ortschaftsrats von Neureut. Zudem war sie von 2000 bis 2014 des Gemeinderats von Karlsruhe, ab 2008 als Vorsitzende der CDU-Fraktion.
Seit 2014 ist Luczak-Schwarz Finanz- und Wirtschaftsbürgermeisterin von Karlsruhe. Seit 2018 ist sie zusätzlich als Nachfolgerin von Wolfram Jäger Erste Bürgermeisterin und Stellvertreterin des Oberbürgermeisters von Karlsruhe.